# Anua ponderosa
Anua ponderosa är en fjärilsart som beskrevs av Paul Mabille 1879. Anua ponderosa ingår i släktet Anua och familjen nattflyn. Inga underarter finns listade i Catalogue of Life.